# Кафе Жербо

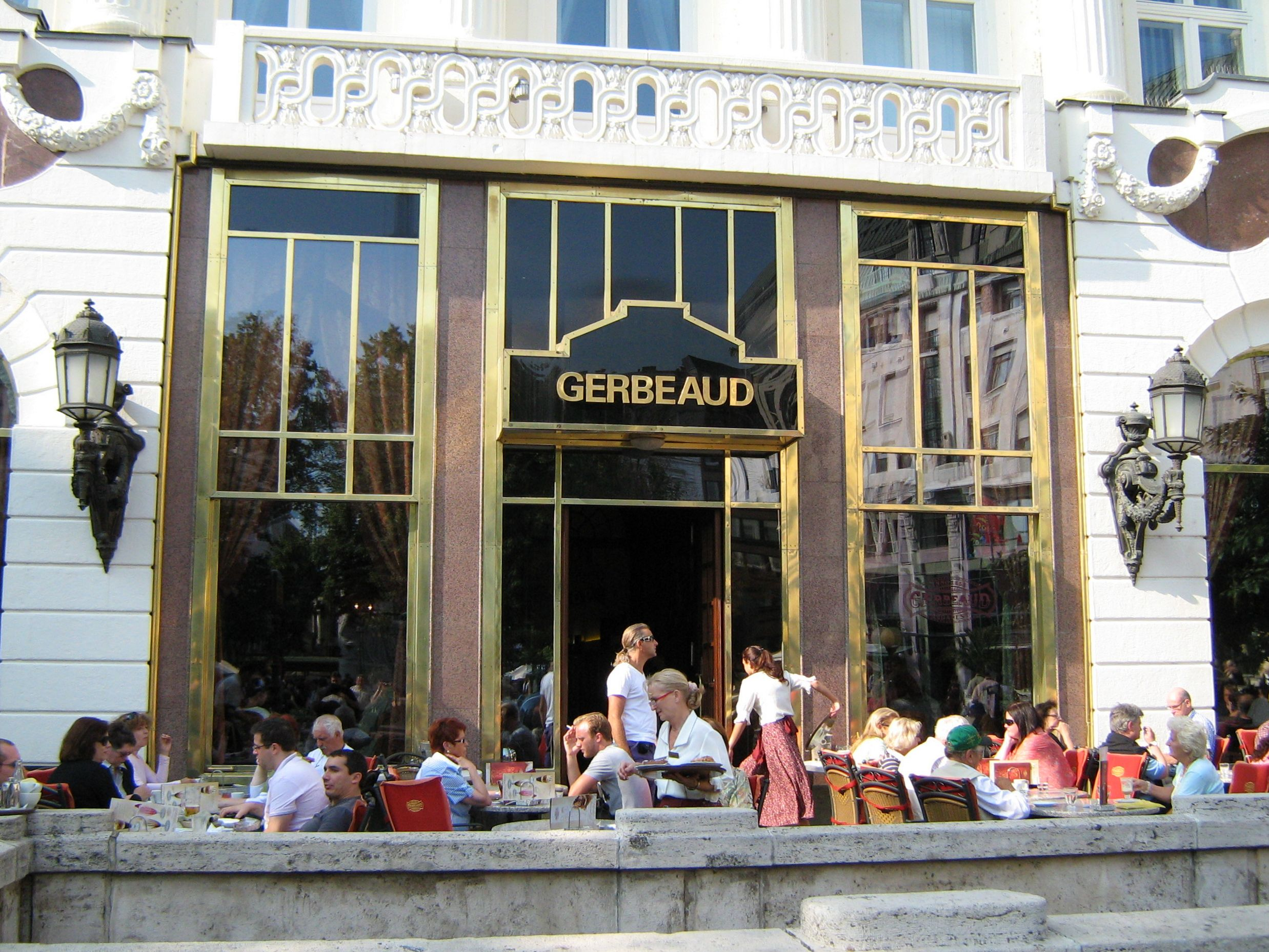
Кафе «Жербо» на площади Вёрёшмарти в Будапеште

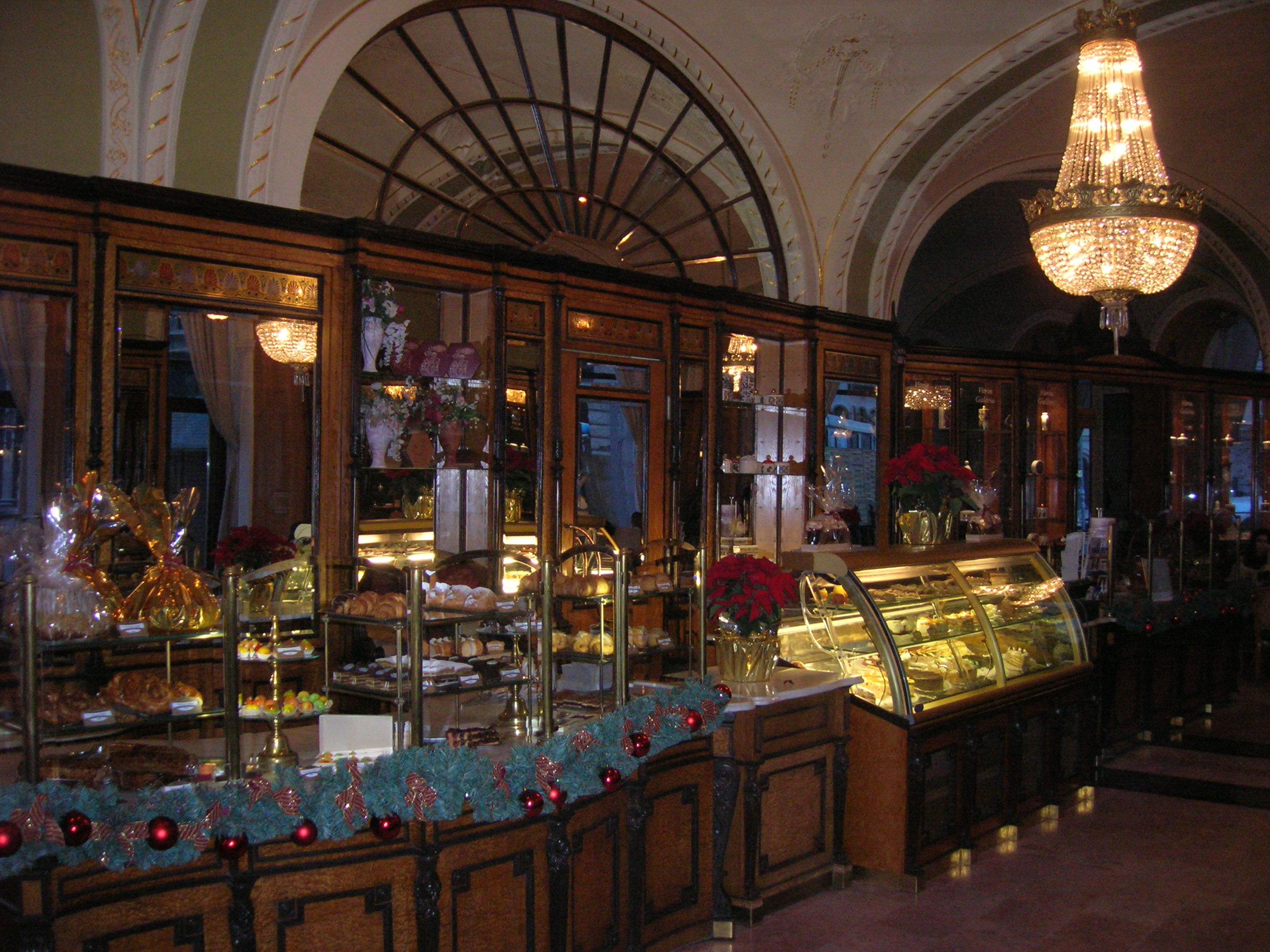
Интерьер кафе «Жербо»

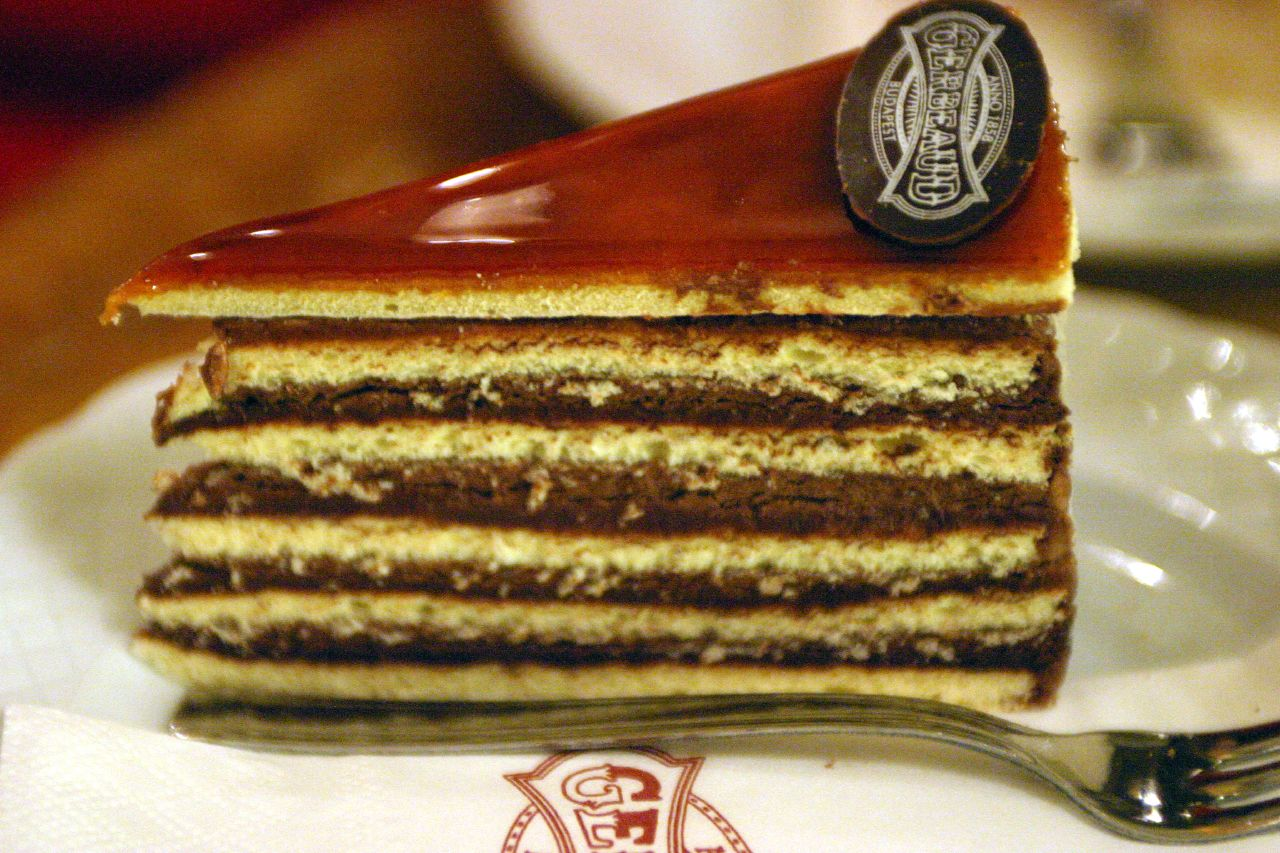
Торт «Добош» в кафе «Жербо»

Кафе «Жербо» (фр. Café Gerbeaud) — знаменитое кафе в Будапеште, одна из самых больших и известнейших кофеен Европы. Стукко, роскошные люстры, облицовка стен из ценных пород дерева и мебель сохранили в кафе стиль и дух эпохи грюндерства.

## История
История кафе началась в 1858 году благодаря Хенрику Куглеру, представителю третьего поколения династии кондитеров. Свои знания и опыт он получил, учась и работая в одиннадцати крупнейших городах Европы, в том числе в Париже. Вернувшись в Будапешт, он открыл на площади Йожефа Надора собственную кондитерскую, которая быстро заняла место в ряду самых лучших в Пеште. Здесь в отличие от других кондитерских подавали чай по-китайски и по-русски, а мороженое у Куглера считалось самым лучшим в Пеште.
В 1870 году кондитерская Куглера перемещается поближе к центру на площадь Вёрёшмарти. Особой популярностью у клиентов Куглера пользовались подаваемые здесь виды кофе, ликёры и карамель. Кондитерская также славилась своими «тортами Куглера», которые здесь впервые предлагались навынос упакованными на картонных подносах. Среди известных посетителей кондитерской числятся Ференц Деак и Ференц Лист.
В 1882 году во время одной из поездок в Париж Хенрик Куглер познакомился с Эмилем Жербо и сразу оценил его предпринимательский талант. В 1884 году Куглер пригласил Жербо приехать в Будапешт и стать его деловым партнёром. Позднее Жербо постепенно выкупил у Куглера его кондитерскую, сохранив оригинальное название. Эмиль Жербо, также родом из семьи кондитеров, родился в Женеве и обучался кондитерскому делу в Германии, Франции и Англии.
С появлением Жербо в кондитерской произошли серьёзные изменения. Он значительно расширил меню, в котором появились невиданные ранее продукты: сливочный крем, парижский крем, сотни сортов печенья к чаю, сладости, карамель с вишнёвой наливкой. Для обслуживания своих клиентов Жербо нанял большое количество сотрудников: к концу 1899 года у Жербо работало около 150 человек, большинство из которых специально приехали в Будапешт, чтобы пройти обучение у Жербо. Кондитерская Жербо не претендовала на элитарность. Цены Жербо снизил до такого уровня, что заходить к нему мог и простой люд. Кофейня стала излюбленным местом встречи горожан. Благодаря своей коммерческой жилке Жербо постепенно оснастил свою пекарню и кондитерский цех, расположенные под кондитерской в трёхэтажных катакомбах, самым современным оборудованием. Так имя Жербо вскоре стало синонимом качества и пекарского искусства. Идя навстречу пожеланиям старой клиентуры, полюбившей торты Куглера в бумажных коробках, Жербо сохранил эту традицию и стал производить их самостоятельно.
Жербо заслужил и международное признание и получил большое количество национальных и международных премий. Жербо приглашали на Всемирную выставку в Брюссель в 1897 году и в Париж в 1900 году, где ему был вручён орден Почётного легиона.
После смерти Хенрика Куглера в 1908 году Жербо учредил акционерное общество Kuglers Nachfolger Gerbeaud AG. Жербо уделял большую роль современной организации труда, начиная с 1909 года наряду с телегами, запряжёнными лошадьми, в парке предприятия Жербо появляются автомобили.
Для оформления интерьеров кондитерской использовались преимущественно мрамор, ценные породы дерева и бронза. Стукко на потолке выполнено в стиле рококо, люстры — в стиле императрицы Марии Терезии. Зал, украшенный парчовыми коврами, разделяли на небольшие помещения тяжёлые бархатные портьеры. Гостям предлагалось расположиться за французскими столиками, а также столиками в стиле сецессиона, которые Жербо привёз со Всемирной выставки в Париже.
Эмиль Жербо умер 8 ноября 1919 года и завещал своё дело супруге Эстер, которая управляла им до 1940 года.
В честь кондитера был назван торт, хотя до конца не ясно, кто является автором его рецепта.
Название «Жербо» сохранилось за кондитерской до сегодняшнего дня. После Второй мировой войны кондитерская была национализирована и в период с 1950 года по март 1984 года носила название «Вёрёшмарти». Цены в ней постепенно выросли так, что клиентуру составляли почти исключительно туристы с Запада. В 1995 году кондитерская «Жербо» была выкуплена немецким предпринимателем Эрвином Францем Мюллером. Кондитерская была отремонтирована и вернула себе исторический облик.